# Malaia scalpta
Malaia scalpta är en skalbaggsart som beskrevs av Newman 1841. Malaia scalpta ingår i släktet Malaia och familjen Rutelidae. Inga underarter finns listade i Catalogue of Life.